# Георгій Кедрин
Георгій Кедрин (Кедрен) (грец. Γεώργιος Κεδρηνός, лат. Georgius Cedrenus) — візантійський літописець кінця XI або початку XII сторіччя, автор «Огляду історії» (грец. Σύνοψις ίστοριών).
Георгій Кедрин вперше описав прийняття християнства Руссю: «Народ скіфський, біля Північного Тавру проживаючий, лютий та ненаситний… іспіташе гнів Божий (після нападу на Константинополь!), в край свій повернувся. Потім приславши до Царгороду посольство, просили сподобити їх до таїнства святого хрещення, яке і отримали».